# Henri Chamoux
Henri Chamoux er en fransk ingeniør, historiker og opfinder. Chamoux har konstrueret Archeophonen, som er en maskine til at afspille fonograf-valser. Statsbiblioteket i Aarhus har en sådan maskine, som de bl.a. har brugt til at digitalisere den danske Ruben-samling.

## Eksternt link
- Henri Chamoux, Laboratoire de Recherche Historique Rhône-Alpes

1. ↑  Navnet er anført på engelsk og stammer fra Wikidata hvor navnet endnu ikke findes på dansk.